# 博爾加坦加
博尔加坦加是西非國家加納的城市，也是上东部省（地区）的首府，位於塔馬利和布基納法索邊界之間。博爾加坦加增長迅速，居民人口從1960年代的5,500急增至現時的約75萬，具有良好的基礎設施，例如學校、醫院等公共設施。

## 外部連結
- Ghana-pedia website - Bolgatanga
- Culture and tourism: Upper East in focus.
- MSN Map[永久]

10°47′N 00°51′W / 10.783°N 0.850°W